# Karagaj (Kraj Permski)
Karagaj (ros. Карагай) – wieś (sieło) w Rosji, w Kraju Permskim, ośrodek administracyjny rejonu karagajskiego. W 2010 liczyła 6682 mieszkańców.